# Непальцы
Непа́льцы (непальск. नेपाली, самоназвание — непали, встречаются также названия кхасы, пахари, парбаттия («горный»), горкхи) — один из народов индоарийской группы, основное население (46 %, 2009 год) Непала. Общая численность — около 31 млн человек. Язык — непальский. Основная религия непальцев (около 80 %) — индуизм.